# Gorica pri Slivnici
Gorica pri Slivnici – wieś w Słowenii, w gminie Šentjur. W 2018 roku liczyła 549 mieszkańców.